# Израилов, Танхо Селимович
Танхо Селимович Израилов (2 декабря 1917, с. Цовкра-1, Казикумухский округ, Дагестанская область, РСФСР — 30 ноября 1981, Москва, СССР) — советский дагестанский танцовщик и хореограф. Артист Ансамбля народного танца СССР в 1937—1954 годах, организатор Ансамбля народного танца Туркменской ССР (Ашхабад, 1955) и Ансамбля народного танца Дагестанской АССР «Лезгинка» (Махачкала, 1958). Народный артист СССР (1978).

## Биография
Родился 2 декабря 1917 года (по другим источникам — 30 декабря 1917 года (12 января 1918)) в селении Цовкра (ныне в Кулинском районе, Дагестан, Россия) (по другим источникам — в Махачкале или в Баку) в семье мастера кожевенных изделий. По национальности — горский еврей.
Был воспитан на народных танцах — мать Хаетчим играла на гармони народные мелодии, под которые танцевал Танхо. В конце 20-х годов семья переехала в Баку, где будущий хореограф стал выступать в Татском народном театре.
В 17-ти летнем возрасте поступил в балетную школу при Бакинском театре оперы и балета им. М. Ф. Ахундова (ныне Бакинское хореографическое училище).
По окончании школы стал руководителем Ансамбля народных танцев во Дворце культуры им. 26-ти комиссаров в Баку. В 1934 году создал и руководил Ансамблем татских танцев. В 1937—1954 годах — солист, а также ассистент балетмейстера Ансамбля народного танца СССР под руководством И. Моисеева в Москве.
В 1954 году окончил балетмейстерское отделение ГИТИСа им. А. В. Луначарского в Москве. Участвовал в постановке кавказских танцев и дагестанской лезгинки. В качестве дипломной работы поставил концертную программу для ансамбля.
Ставил танцы в спектаклях «Заря над Каспием» И. А. Касумова (Московский драматический театр им. М. Н. Ермоловой), «Женихи» А. И. Токаева (Московский театр сатиры), «Шёлковое сюзанэ» А. Каххара (Московский областной драматический театр имени А. Н. Островского).
В 1954—1955 годах — художественный руководитель и балетмейстер ансамбля народного танца «Жок» (Кишинёв), в 1955—1958 годах — организатор, художественный руководитель и балетмейстер Ансамбля народного танца Туркменской ССР в Ашхабаде.
По возвращении в Дагестан, в 1958—1978 годах — создатель, художественный руководитель и постановщик танцев Ансамбля народного танца Дагестанской АССР «Лезгинка» (Махачкала).

Могила Израилова

Умер 30 ноября 1981 года в Москве. Похоронен на Кунцевском кладбище (10 уч.).

## Награды и звания
- Заслуженный артист Туркменской ССР[5]
- Заслуженный деятель искусств РСФСР (1960)[6]
- Народный артист РСФСР (1967)[7]
- Народный артист СССР (1978)
- Орден «Знак Почёта» (1955)[8]